# Andreas von Horn
Andreas von Horn (auch Andreas van Horn; * 9. Oktober 1876 als Karl Andreas Ziegenhorn in Wien; † 12. Dezember 1946 in Berlin) war ein österreichischer Stummfilmschauspieler und Regisseur.

## Leben und Wirken
Horns Eltern waren der Schauspieler Karl Ziegenhorn und Leopoldine Sperl. Der Familientradition folgend änderte er seinen Nachnamen inoffiziell zu Horn ab. Sein Filmdebüt gab er 1913 neben Hugo Flink in Der Thronfolger. Von da an etablierte er sich in Berlin als gefragter und erfolgreicher Filmschauspieler. Bis 1928 wirkte er in über 30 Filmproduktionen mit.
1914 übernahm er in Der Hund von Baskerville, 1. Teil erstmals die Rolle des John Barrymore. In drei weiteren Filmen der Reihe spielte er die Rolle erneut.
Andreas von Horn war ab 1919 mit der Artistin Emma Sablotzki verheiratet. Als seine Frau 1940 starb, war er beruflich als Musiker tätig. In der Not der ersten Nachkriegszeit verdiente der inzwischen 70-Jährige seinen Lebensunterhalt schließlich als Transportarbeiter. Horn starb 1946 im Städtischen Krankenhaus Neukölln II.

## Filmografie

### Schauspieler
| - 1913: Der Thronfolger - 1914: Der Hund von Baskerville, 1. Teil - 1914: Der Hund von Baskerville, 2. Teil - Das einsame Haus - 1914: Ein Millionenraub - 1914: Leiden eines Doppelgängers - 1915: Der Eremit - 1915: Der ewige Friede. Ein Ausgestoßener, 2. Teil - 1915: Die Sage vom Hund von Baskerville - 1915: Der Hund von Baskerville, III. Teil: Das unheimliche Zimmer - 1915: Der Hund von Baskerville, IV. Teil: Der geheimnisvolle Hund - 1915: Die Beichte einer Verurteilten - 1915: Die verschleierte Dame - 1915: Kammermusik - 1916: Das Gewissen - 1916: Der Fall Klerk - 1916: Die Nacht von Cory Lane - 1916: Die nicht sterben sollen... - 1916: Die silberne Kugel - 1916: Die Stimme des Toten - 1916: Heidenröschen | - 1916: Hoffmanns Erzählungen - 1917: Das Bildnis des Dorian Gray - 1917: Strandgut oder Die Rache des Meeres - 1917: Die Glocke - 1917: Die im Schatten leben - 1917: Farmer Borchardt - 1917: Für die Ehre des Vaters - 1917: Rauschende Akkorde - 1918: Die Fürstin von Beranien - 1918: Totenkopfreiter - 1918: Der rätselhafte Blick - 1918: Die schleichende Gefahr - 1918: Falsches Geld - 1918: Strandgut oder Die Rache des Meeres - 1919: Die Apachen - 1920: Maske 74 - 1927: Das tanzende Wien - 1927: Der Neffe aus Amerika - 1928: Notschrei hinter Gittern - 1928: Abwege |

### Regisseur
- 1915: Der Weg zum Guten
- 1915: Ein verhängnisvoller Griff
- 1915: Paragraph 51 des Strafgesetzbuches